# Фиц-Уолтер, Роберт
Роберт Фиц-Уолтер (англ. Robert Fitzwalter; ум. 9 декабря 1235) — английский государственный деятель, лидер баронской оппозиции против короля Иоанна Безземельного.
Известно, что он принадлежал к аристократии, возникшей в период правления Генриха I и Генриха II, — был сыном Уолтера Фиц-Роберта. О его детстве и юности, однако, не сохранилось никаких сведений.
Он служил под началом короля Иоанна во время Нормандских войн и был взят в плен Филиппом, королём Франции, будучи вынужден заплатить за свою свободу большой выкуп. Фиц-Уолтер был вовлечён в баронский заговор 1212 года. Согласно его собственному заявлению, король попытался обольстить свою собственную старшую дочь, однако истинные причины участия Роберта в этом заговоре доподлинно неизвестны и разными историками считаются разными. Предполагается, что он был оскорблён подозрением, с которым Иоанн относился к новому баронству страны. Фиц-Уолтер избежал суда, бежав во Францию. Он был объявлен вне закона, но возвратился в рамках специальной амнистии после соглашения о ней между Иоанном и Папой Римским.
Он, однако, продолжал активно заниматься подстреканием баронов против короля и после начала военных действий был избран «маршалом воинства Божьего и Святой церкви» (1215). Благодаря его влиянию в Лондоне его сторонники смогли получить поддержку со стороны местных властей и использовали город в качестве базы для проведения дальнейших операций. Известный параграф Великой хартии вольностей (§ 39), запрещавший предложения об изгнании, за исключением случаев вынесения такого приговора в суде, относился как раз к его случаю. Он был одним из двадцати пяти деятелей, назначенных претворять в жизнь обещания, изложенные в Великой хартии вольностей, и его агрессивное поведение при этом стало одной из причин, способствовавших возобновлению в Англии гражданской войны (1215). Из-за его некомпетентного командования мятежникам пришлось просить помощи во Франции.
Он был одним из посланников, пригласивших короля Людовика в Англию, и первым из баронов, выразивших почтение, когда тот вступил в Лондон. Хотя французы относились к нему с пренебрежением как предавшему своего прежнего сюзерена, он верно служил Людовику, пока не был пленён в сражении Линкольна (май 1217 года). Выпущенный на свободу после заключения мира, он присоединился к Пятому крестовому походу в 1219 году, но вскоре возвратился, чтобы заключить мир с регентом. 
Остаток его карьеры не был богат событиями, он скончался мирно в 1235 году.